# Corynomalus rufipennis
Corynomalus rufipennis es una especie de coleóptero de la familia Endomychidae.

## Distribución geográfica
Habita en Colombia, Costa Rica y Panamá.